# Sint-Martinuskerk (Sint-Martens-Voeren)
De Sint-Martinuskerk is een kerkgebouw in Sint-Martens-Voeren in de gemeente Voeren in Belgisch Limburg. De kerk staat op een kerkheuvel aan de noordzijde van de kern van het dorp bij de Kerkstraat. Ze wordt omringd door een kerkhof dat ommuurd is. Langs de kerkhofmuur stroomt het beekje de Veurs. De heuvel waarop het gebouw staat is opgeworpen, getuige de boringen die ter plaatse zijn gedaan waarbij een dikke puinlaag van een meter dik op een brandlaag aan het licht kwam. Voor de huidige toren moet hier dus een ouder gebouw hebben gestaan.

## Geschiedenis
In de 12e eeuw werd de vroegromaanse toren opgetrokken.
In 1650 werd de toren gerestaureerd getuige de gevelsteen in de zuidzijde.
In 1728-1730 werden het schip en het koor gebouwd. Dit gebeurde in opdracht van deken Dael. De sluitsteen van het portaal getuigt hiervan met jaartal 1728.
Tijdens de Tweede Wereldoorlog, in de nacht van 5 op 6 augustus 1941 werden vijf Britse bommenwerpers neergeschoten door de Duitse bezetter. Een ervan, een Vickers Wellington, stortte neer op De Plank; alle zes de bemanningsleden kwamen om in de vlammen. Zij werden begraven op het kerkhof naast de Sint-Martinuskerk.

## Opbouw
Het gebouw omvat een voorstaande vierkante romaanse toren met verder classicistisch gebouw dat bestaat uit een driebeukig schip met vier traveeën, een bakstenen zuidportaal tussen het schip en de toren, en een koor met een driezijdige sluiting met één rechte travee. Ten zuiden van het koor bevindt zich de sacristie. De gesloten westtoren is in onregelmatig verband opgetrokken in breuksteen (kwartsiet) en heeft aan de zuidzijde en de noordzijde kleine getoogde galmgaten. Het oorspronkelijke vroeg-romaanse galmgat aan de oostzijde gaat achter het dak schuil. Verder heeft de toren een ingesnoerde naaldspits die gedekt is met leien.
Het schip is pseudobasilicaal, in baksteen opgetrokken en heeft een hoge plint van breuksteen die reikt tot aan de onderdorpels van de ramen. Tussen de breukstenen plint en het baksteen erboven bevindt zich een band van kalksteen, die ook aanwezig is onder de dakrand. De rondboogvensters hebben negblokken van kalksteen die op regelmatige afstanden van elkaar geplaatst zijn. In de zuidmuur zijn er delen van grafkruisen ingemetseld. Het middenschip is gedekt met een zadeldak van leien en boven de zijbeuken bevinden zich lessenaarsdaken. Het koor is opgetrokken in baksteen en heeft twee hoge, getoogde vensters in de rechte traveeën met ook weer negblokken van kalksteen die op regelmatige afstanden van elkaar zijn geplaatst. De sacristie is van baksteen met rechthoekige venstertjes van kalksteen die voorzien zijn van diefijzers.

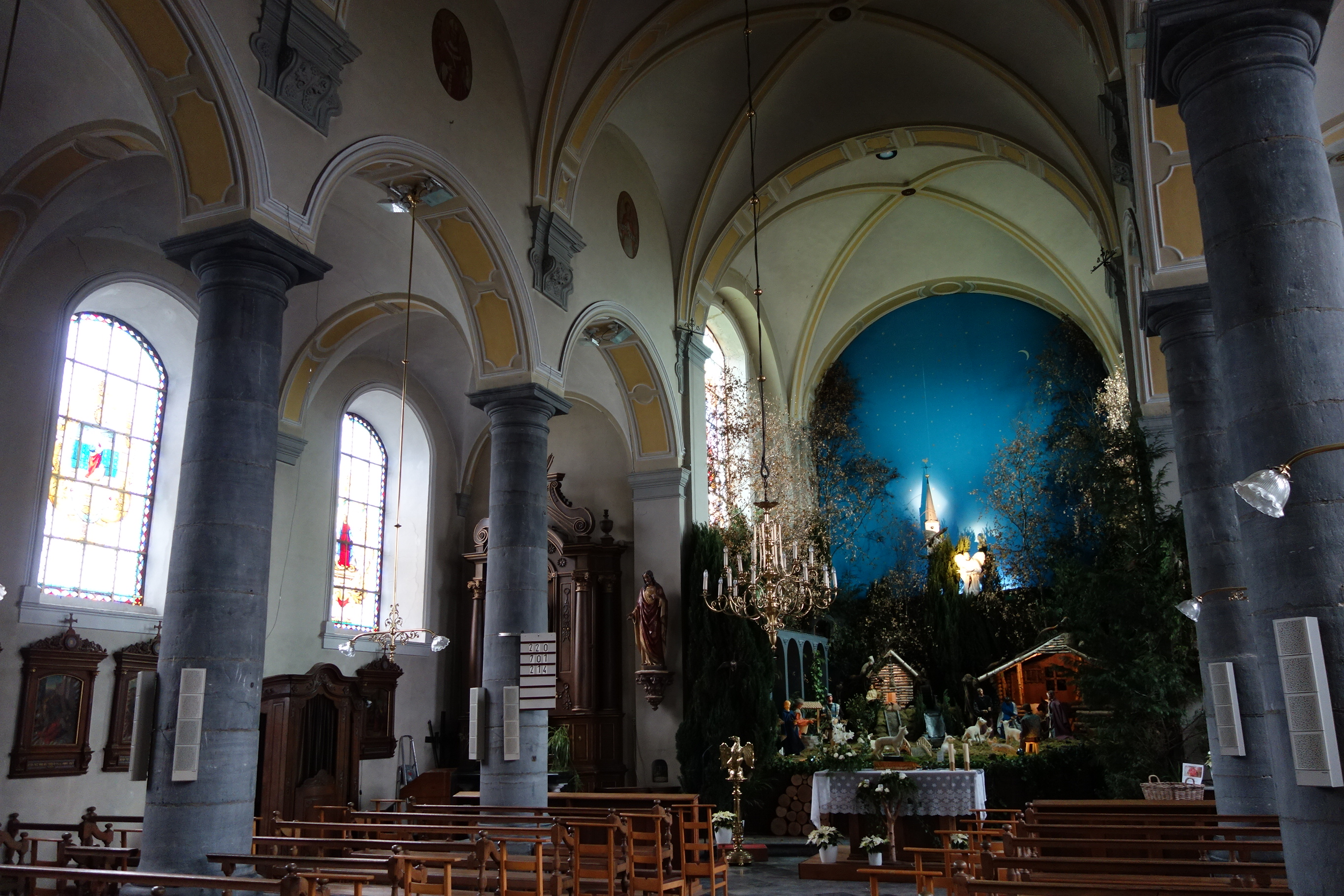
Interieur, met kerststal op het priesterkoor.

Binnen in het gebouw worden de zijbeuken van de middenbeuk gescheiden door middel van een rondboogarcade op zuilen van kalksteen met lijstkapiteel en rechthoekige sokkel. Tussen de toren en het schip bevindt zich een rondboogvormige doorgang. De middenbeuk en de zijbeuken worden overwelft door kruisribgewelven tussen rondbooggordelbogen en in de middenbeuk geschraagd door gesculpteerde consoles. Het koor wordt overwelft door een kruisribgewelf boven de rechte koortravee en een straalgewelf boven de koorsluiting.

## Kerststal
In de maanden december en januari is in de kerk een uitgebreide kerststal te bezichtigen, met tal van opgezette dieren, stromend water en een rijdende trein over een viaduct.